# Artur Văitoianu
Artur ou Arthur Văitoianu, (Izmail, 1864 — 1957), foi um general romeno que ocupou o cargo de primeiro-ministro por cerca de três meses em 1919, de 29 de setembro a 4 de dezembro. Durante seu mandato, ocorreram as primeiras eleições da Romênia Maior.